# Oncholaimus oxyuris
Oncholaimus oxyuris is een rondwormensoort uit de familie van de Oncholaimidae. De wetenschappelijke naam van de soort is voor het eerst geldig gepubliceerd in 1911 door Ejnar Ditlevsen.